# Microbotryum lagerheimii
Microbotryum lagerheimii är en svampart som beskrevs av Denchev 2007. Microbotryum lagerheimii ingår i släktet Microbotryum och familjen Microbotryaceae.   Inga underarter finns listade i Catalogue of Life.